# Warstwa abstrakcji sprzętowej
Warstwa abstrakcji sprzętowej (ang. hardware abstraction layer – HAL) – sterownik urządzenia dla płyty głównej. Stanowi ogniwo pośredniczące między sprzętem a jądrem systemu operacyjnego. Odseparowuje konkretną architekturę systemu komputerowego od oprogramowania użytkowego. Dla programisty jest sposobem komunikacji ze sprzętem przez udostępniane funkcje biblioteczne i sterowniki.
Systemami, które korzystają z HAL-a są:
AmigaOS4, rodzina systemów BSD, Linux, OS X, Solaris, Windows NT (od wersji 5.0/2000).